# Danazol

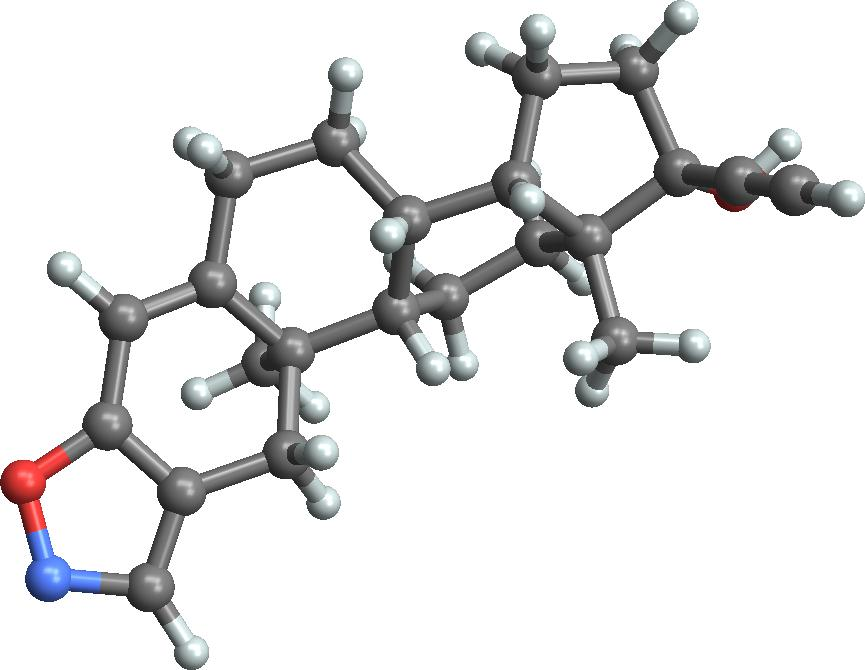
Structure de la molécule de danazol.

Le danazol est une molécule inhibitrice des gonadotrophines utilisée comme médicament dans l'endométriose et dans l'angio-œdème héréditaire.

## Efficacité
Dans l'endométriose, il réduit les métrorragies en induisant une atrophie de l'endomètre.
Il permet également l'élongation des télomères, ce qui est une piste pour le traitement de certaines maladies.